# Lodewijk III de la Trémoille
Lodewijk III de la Trémoille (circa 1521 - Melle, 25 maart 1577) was van 1541 tot 1563 burggraaf en van 1563 tot aan zijn dood hertog van Thouars. Hij behoorde tot het huis de la Trémoille.

## Levensloop
Lodewijk III was een zoon van Frans de la Trémoille, burggraaf van Thouars, uit diens huwelijk met Anna, dochter van graaf Gwijde XVI van Laval. In 1541 volgde hij zijn vader op als burggraaf van Thouars, vorst van Talmont en Tarente, graaf van Guînes, Taillebourg en Benon en baron van Sully.
Hij begeleidde in 1542 dauphin Hendrik op zijn reis naar Perpignan, diende tegen de Engelsen in Picardië en was een van de vier baronnen die als gijzelaar het in 1542 gesloten vredesverdrag tussen Frankrijk en Engeland moesten garanderen. Later diende hij onder maarschalk Artus de Cossé-Brissac in de Italiaanse Oorlogen. Als dank voor zijn militaire diensten werd hij in 1563 door koning Karel IX verheven tot hertog van Thouars.
In 1560 werd hij luitenant-generaal van Poitou en Saintonge. Gedurende de Hugenotenoorlogen werd hij in 1567 belast met het commando van de koninklijke troepen in het Loiredal en in maart 1577 sneuvelde Lodewijk tijdens het door hem aangevoerde beleg van Melle, uitgerekend op het moment dat de stad zich overgaf. Zijn domeinen werden geërfd door zijn zoon Claude de la Trémoille.

## Huwelijk en nakomelingen
Op 25 juni 1549 huwde hij met Johanna (1528-1596), dochter van hertog Anne van Montmorency. Ze kregen volgende kinderen:
- Anne, prins van Talmont
- Lodewijk, graaf van Benon
- Claude (1566-1604), hertog van Thouars
- Charlotte Catharina (1568-1629), huwde in 1586 met prins Hendrik I van Bourbon-Condé

- Système universitaire de documentation: 176951784
- Virtual International Authority File: 308183731